# Patrice Talon
Patrice Guillaume Athanase Talon (Abomey, Zou; 1 de mayo de 1958) es un empresario y político beninés, que actualmente se desempeña como el undécimo presidente de la República de Benín desde 2016.
Fue elegido como Presidente de la República de Benín, el 21 de marzo de 2016, venciendo al primer ministro de Benín Lionel Zinsou en un balotaje. Posteriormente en las elecciones del 2021, fue reelegido con un 86.3% de los votos.

## Biografía
Nacido de un padre trabajador de Ferrocarriles nativo de Ouidah y de su madre  proveniente de una  familia Guedegbe de Abomey, Patrice Talon comúnmente llamado "El competidor nacido" está casado con una mujer nativa de Porto Novo y padre de dos hijos.
Conocido como el "Rey de algodón" por su participación en la industria del algodón en su país Benín, Talon fue un sostén al presidente Thomas Yayi Boni, y  financió  sus campañas para las elecciones de 2006 y 2011. Sin embargo, después de que ambos se distanciaron, Talon fue acusado de participar en una conspiración para matar a Boni Yayi y huyó a Francia en 2012. Fue indultado posteriormente en 2014.

### Presidente de Benín
Talon se postuló como candidato independiente en las elecciones presidenciales de marzo de 2016. Terminó segundo detrás del primer ministro Lionel Zinsou de Cowry Forces for a Emerging Benin en la primera ronda de votación, pero ganó la segunda ronda con el 65% de los votos. Zinsou concedió la noche de las elecciones. El 25 de marzo de 2016, Talon dijo que "ante todo abordaría la reforma constitucional", y discutió su plan para limitar los presidentes a un mandato único de cinco años para combatir la "complacencia". También dijo que planeaba reducir el gobierno de 28 a 16 miembros.
Talon prestó juramento el 6 de abril de 2016. La composición de su gobierno se anunció más tarde ese día. No hubo primer ministro, y dos candidatos presidenciales derrotados que habían respaldado a Talon en la segunda vuelta, Pascal Koupaki y Abdoulaye Bio-Tchane, fueron designados para puestos clave, secretario general de la Presidencia y ministro de Estado de Planificación y Desarrollo, respectivamente. Talon prometió aumentar la fortuna de Benín en cinco años y mejorar su relación con Francia. Algunos de sus objetivos políticos son reducir el poder del ejecutivo y limitar los presidentes a mandatos únicos de cinco años, una sugerencia novedosa en África. En la designación de su gabinete nombró 22 ministros, cuatro de los cuales eran mujeres.
El 4 de abril de 2017, la Asamblea Nacional no logró aprobar un proyecto de ley que habría dado lugar a un referéndum sobre la propuesta de Talon de limitar los presidentes a un mandato único de cinco años. Se requirieron 63 votos en la Asamblea Nacional de 83 miembros para su aprobación, y el proyecto de ley recibió 60 votos
Talon dijo unos días después que no continuaría con el asunto. Afirmó estar triste por el resultado de la votación, pero que la respetaba por su compromiso con la democracia. Se negó a decir si se presentaría a la reelección en 2021, pero finalmente fue evidente que lo haría. La reputación democrática de Benín ha decaído durante los últimos años. Los cambios en la ley significan que los candidatos presidenciales necesitan el apoyo de 16 miembros del parlamento y casi todos los parlamentarios actuales son miembros de partidos que apoyan a Talon. Se predijo que Talon podría ser reelegido sin oposición. Finalmente, fue reelegido con el 86% de los votos.
En 2018, Sébastien Ajavon, un opositor que quedó tercero en las elecciones presidenciales de 2016, fue condenado a 25 años de prisión por "tráfico de drogas" y "falsificación y fraude". Varias figuras de la oposición fueron condenadas a duras penas de prisión en diciembre de 2021. La exministra de Justicia Reckya Madougou fue condenada a veinte años de prisión por "terrorismo", y el profesor de derecho Joël Aïvo a diez años por "blanqueo de capitales" y "socavar la seguridad del Estado". Según el periodista y docente Francis Kpatindé, las políticas de Talon han llevado a una disminución de los derechos humanos y el derecho a la huelga.
En septiembre de 2021, Patrice Talon y Thomas Boni Yayi, aliados políticos que se han convertido en enemigos íntimos, se reunieron en el Marina Palace de Cotonú. Durante este tête-à-tête, Thomas Boni Yayi presentó a Patrice Talon una serie de propuestas y solicitudes, relacionadas en particular con la liberación de “detenidos políticos”.

## Vida privada
Talon está casado con la primera dama Claudine Gbènagnon de Porto-Novo y tiene dos hijos.